# 李百佳
李百佳（英語：Pai-Chia Lee）為台灣大提琴演奏與音樂教育家，曾任國立臺灣交響樂團大提琴首席（2000-2023）。

## 生平
李百佳出生於臺灣臺中市，從小在台灣專業音樂教育體系之下接受正規音樂訓練。 經當時大提琴主修老師張美玲與家人的鼓勵之下，李百佳前往國立臺灣藝術專科學校（現為國立台灣藝術大學）就讀。 大學畢業後在當時的聯合實驗絃樂團待了一年，爾後進入東海大學繼續就讀，在台就讀期間受到林克明老師以及麥家樂老師指導。 大學畢業後赴德國進修，在德國期間師事 Gerhard Mantel 教授，並於1995年取得德國法蘭克福音樂暨表演藝術學院家文憑。  旅德返台後，李百佳隨即考上臺灣省立交響樂團（現為國立臺灣交響樂團），並分別任教於國立臺中教育大學音樂系、臺中二中、清水高中、曉明女中等多所學校音樂班。 李百佳自2000年起便擔任國立臺灣交響樂團大提琴首席至2023年。
李百佳除了投入工作外，也曾經致力於推動大提琴重奏團， 並組成「Bello大提琴室內樂團」。 李百佳亦熱衷參與室內樂的演出，曾經一起合作過Andrew Litton、林昭亮、陳毓襄、錢汶、諸大明、林德恩、張睿洲、徐晨佑、蕭慧珠等國立臺灣交響樂團老師們。
李百佳近年參與多次楊照的講座音樂會，介紹室內樂和大提琴的音樂。

## 專訪
- 國臺交大提琴首席李百佳 勇於接受挑戰(樂覽193期，第10-11頁)
- 琴繫一生終不悔—訪NTSO大提琴首席李百佳(樂覽77期，第40-41頁)